# دن شنکس (بدلکاری)
دن شنکس (انگلیسی: Don Shanks؛ زادهٔ ۲۶ فوریهٔ ۱۹۵۰) یک هنرپیشه اهل ایالات متحده آمریکا است.